# Magdalena Łazarkiewicz
Magdalena Holland-Łazarkiewicz (ur. 6 czerwca 1954 w Warszawie) – polska reżyserka i scenarzystka, córka Ireny Rybczyńskiej i Henryka Hollanda, młodsza siostra reżyserki Agnieszki Holland, wdowa po reżyserze Piotrze Łazarkiewiczu oraz matka kompozytora Antoniego Komasy-Łazarkiewicza.

## Życiorys
Absolwentka VI Liceum Ogólnokształcącego im. Tadeusza Reytana w Warszawie (1973). Studiowała kulturoznawstwo na Uniwersytecie Wrocławskim (absolwentka w 1976). W latach 1977–1978 była kierownikiem literackim Teatru im. Jaracza w Olsztynie. W 1982 ukończyła studia na Wydziale Radia i Telewizji Uniwersytetu Śląskiego w Katowicach.
Została członkinią honorowego komitetu poparcia Bronisława Komorowskiego przed przyspieszonymi wyborami prezydenckimi 2010 oraz przed wyborami prezydenckimi w Polsce w 2015 roku.
W kadencji 2022/23 została artPrezydentką na Interdyscyplinarnym Festiwalu Sztuk Miasto Gwiazd.

## Filmografia
- 2011 – Głęboka woda (serial tv) – reżyseria (wraz z Kasią Adamik i Olgą Chajdas)
- 2010 – Maraton tańca
- 2006–2007 – Ekipa (serial tv) – reżyseria (razem z Agnieszką Holland i Katarzyną Adamik)
- 2001–2002 – Marzenia do spełnienia (serial tv) – reżyseria (odcinki: 1–16)
- 1999 – Na koniec świata – reżyseria, scenariusz
- 1997 – Drugi brzeg, film tv – reżyseria, scenariusz
- 1995 – Odjazd (serial tv) – reżyseria, scenariusz, dialogi (wraz z Piotrem Łazarkiewiczem)
- 1993 – Białe małżeństwo – reżyseria, scenariusz
- 1991 – Odjazd – reżyseria, scenariusz (wraz z Piotrem Łazarkiewiczem)
- 1989 – Ostatni dzwonek – reżyseria, dialogi
- 1985 – Przez dotyk (w cyklu Kronika wypadków), film tv – dialogi, reżyseria, scenariusz
- 1979 – Panny z Wilka – współpraca reżyserska

## Premiery wybranych spektakli
- 28 grudnia 2024 – Persona K2 – reżyseria, scenariusz (Teatr BARAKAH w Krakowie)[6][7].

## Nagrody i wyróżnienia
- Nagroda Artystyczna Młodych im. Stanisława Wyspiańskiego za film Przez Dotyk (1986)
- Grand Prix za film Przez Dotyk, Festival International du Film de Femmes w Créteil (1986)
- Nagroda Przewodniczącego Komitetu ds. Radia i Telewizji za film Przez Dotyk (1987)
- Nagroda specjalna jury na Festiwalu Polskich Filmów Fabularnych w Gdyni, za film Odjazd (1999);
- Nagroda Klubu Krytyki Filmowej, Syrena Warszawska – za film Białe małżeństwo
- Nagroda za reżyserię filmu Drugi brzeg, Międzynarodowy Festiwal Teatru i Telewizji w Płowdiwie w Bułgarii (1988)